# Sankt Georgen bei Grieskirchen
Sankt Georgen bei Grieskirchen é um município da Áustria localizado no distrito de Grieskirchen, no estado de Alta Áustria.